# 平野彧
平野 彧（ひらの いく、1929年 - 2007年）は、日本の教育者・教育評論家。
栃木県宇都宮生まれ。栃木県立宇都宮中学校（現・栃木県立宇都宮高等学校）卒業。栃木県の小学校国語教員、宇都宮市立平石南小学校教諭、1959年藤岡町立赤麻小学校教諭、1975年三鴨小学校教諭、86年赤麻小学校校長。91年退職。作文教育に力を入れた。

## 著書
- 『作文指導と学級づくり 作文日本一が生まれるまで』明治図書出版 1972
- 『こんな子はこう変わる』明治図書出版 シリーズ・現代家庭教育新書 1973
- 『くろんぼ学級物語』明治図書出版 1974
- 『子どもが感動する時』明治図書出版 シリーズ・現代家庭教育新書 1975
- 『新聞活動と学級づくり 続・くろんぼ学級物語』明治図書出版 1975
- 『新しい日記指導』明治図書出版 1976
- 『新題材による作文指導』明治図書出版 1977
- 『創意を生かした作文の授業』編著 明治図書出版 1977
- 『作文指導の創造と発展』明治図書出版 1978
- 『作文指導の実践入門』明治図書出版 1980
- 『どの子も書ける詩の指導』東洋館出版社 1990
- 『大谷地下軍需工場の青春 中島飛行機・動員学徒の手記』随想舎 1995
- 『私の出会ったすてきな親りっぱな先生 こう育てれば良い子が育つ!』下野新聞社 2000
- 『われら国民学校六年生 昭和十六年、宇都宮』下野新聞社 2002

### 共著
- 『学校と家庭を結ぶ教育』上岡朋一他共著 明治図書出版 シリーズ・現代家庭教育新書 1974
- 『子どもが親を嫌う時 2 (小学生の作文から)』鈴木道太,戸田唯巳共編 明治図書出版 シリーズ・現代家庭教育新書 1974
- 『教師生活一年生』編著 明治図書出版 1977
- 『学級活動の創造事例集』編著 明治図書出版 1979
- 『全員活動による学級改革』編著 明治図書出版 1980